# Washington Open 1974
Il Washington Open 1974, noto anche come Washington Star International per motivi di sponsorizzazione, è stato un torneo di tennis giocato sulla terra verde. È stata la 6ª edizione del torneo e faceva parte del Commercial Union Assurance Grand Prix 1974. Si è giocato a Washington negli Stati Uniti dal 23 al 29 luglio 1974.

## Campioni

### Singolare maschile
Harold Solomon ha battuto in finale  Guillermo Vilas con il punteggio di 1–6, 6–3, 6–4

### Doppio maschile
Tom Gorman /  Marty Riessen hanno battuto in finale  Patricio Cornejo /  Jaime Fillol con il punteggio di 7–5, 6–1